# Arnaudville, Louisiana
Arnaudville, Louisiana (енгл. Arnaudville) град је у америчкој савезној држави Луизијана.

## Демографија
По попису из 2010. године број становника је 1.057, што је 341 (-24,4%) становника мање него 2000. године.
| Група             | 2000.         | 2010.       |
| Белци             | 1.219 (87,2%) | 953 (90,2%) |
| Афроамериканци    | 150 (10,7%)   | 84 (7,9%)   |
| Азијати           | 1 (0,1%)      | 0 (0,0%)    |
| Хиспаноамериканци | 22 (1,6%)     | 9 (0,9%)    |
| Укупно            | 1.398         | 1.057       |